# Хеландер, Ялмари
Ялмари Хеландер (швед. Jalmari Helander; 21 июля 1976, Хельсинки, Финляндия) — финский кинорежиссёр, сценарист, продюсер.
Создатель ряда короткометражных фильмов, музыкальных клипов и рекламных роликов. Получил международное признание после выхода на экраны в декабре 2010 года полнометражного фильма «Санта на продажу», в котором он был режиссёром и автором сценария. За этот фильм в 2011 Кейт Бланшетт назвала его одним из своих любимых фильмов и году Хеландер был удостоен национальной премии «Юсси» в номинации «Лучший сценарист».
Второй масштабной работой режиссёра стал фильм «Большая игра», вышедший в прокат весной 2015 года и ставший самым дорогим (бюджет €8,5 млн) фильмом Финляндии. В роли подростка Оскари снялся Онни Томмила — племянник режиссёра.
В киноиндустрии занята и сестра режиссёра — Ида Хеландер-Томмила.

## Фильмография
| Год  |   | Русское название                                                     | Оригинальное название                                   | Роль                          |
| ---- | - | -------------------------------------------------------------------- | ------------------------------------------------------- | ----------------------------- |
| 2022 | ф | Бессмертный                                                          | Sisu                                                    | режиссёр, сценарист           |
| 2014 | ф | Большая игра                                                         | Big Game                                                | режиссёр, сценарист           |
| 2011 | ф |                                                                      | Viimeinen pisara                                        | режиссёр, сценарист           |
| 2010 | ф | Санта на продажу                                                     | Rare Exports: A Christmas Tale                          | режиссёр, сценарист           |
| 2007 | ф |                                                                      | Zéro deux                                               | режиссёр, сценарист           |
| 2006 | ф |                                                                      | The Fakir                                               | режиссёр, сценарист, продюсер |
| 2005 | ф |                                                                      | Selected Shorts #2: European Award Winners              | режиссёр, сценарист           |
| 2005 | ф | Официальная инструкция по безопасности корпорации «Санта на продажу» | The Official Rare Exports Inc. Safety Instructions 2005 | режиссёр, сценарист           |
| 2003 | ф | Корпорация «Санта на продажу»                                        | Rare Exports Inc.                                       | режиссёр, сценарист           |
| 2001 | ф |                                                                      | Ukkonen                                                 | режиссёр, сценарист           |
| 1999 | ф |                                                                      | Iceman                                                  | режиссёр, сценарист           |
| 1999 | ф |                                                                      | Maximillian Tarzan                                      | режиссёр, сценарист           |